# Chaldene
Chaldene (starogrecki Χαλδήνη Chaldḗnē) – w mitologii greckiej kochanka Zeusa. Ze związku z nim urodziła Solymosa – tytułowego bohatera Solymnów, których później nazwano Pizydianami.